# Acanthastrea

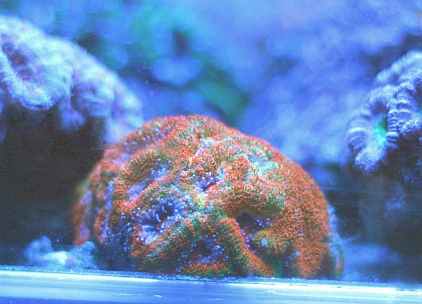

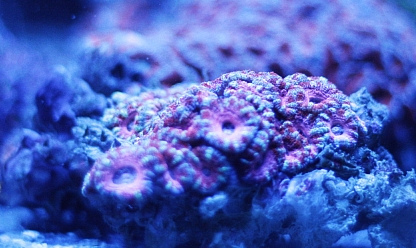

Acanthastrea es un género de coral duro, orden Scleractinia, que pertenece a la familia Lobophylliidae.
Tras la muerte del coral, su esqueleto contribuye a la generación de nuevos arrecifes en la naturaleza, debido a que la acción del CO2 convierte muy lentamente su esqueleto en bicarbonato cálcico, sustancia esta asimilable directamente por las colonias coralinas.
Es uno de los corales marinos populares y solicitados en acuariofilia. 

## Especies
El Registro Mundial de Especies Marinas acepta en este género las siguientes especies, con diferentes estados de conservación según la UICN:
- Acanthastrea angulosa. (Dana, 1846). Estado: No evaluada
- Acanthastrea bowerbanki. Milne Edwards & Haime, 1857. Estado: Vulnerable A4ce ver 3.1
- Acanthastrea echinata. (Dana, 1846). Estado: Preocupación menor ver 3.1
- Acanthastrea erythraea
- Acanthastrea faviaformis. Veron, 2002. Estado: Vulnerable A4c ver 3.1
- Acanthastrea hemprichii. (Ehrenberg, 1834). Estado: Vulnerable A4c ver 3.1
- Acanthastrea hillae. Wells, 1955. Estado: Casi amenazada ver 3.1
- Acanthastrea ishigakiensis. Veron, 1990. Estado: Vulnerable A4c ver 3.1
- Acanthastrea lordhowensis. Veron & Pichon, 1982. Estado: Casi amenazada ver 3.1
- Acanthastrea maxima. Sheppard & Salm, 1988. Estado: Casi amenazada ver 3.1
- Acanthastrea regularis. Veron, 2002. Estado: Vulnerable A4c ver 3.1
- Acanthastrea rotundaflora. Chevalier, 1975. Estado: Casi amenazada ver 3.1
- Acanthastrea simplex
- Acanthastrea subechinata. Veron, 2002. Estado: Casi amenazada ver 3.1

## Morfología
Forma colonias de tipo masivo. Los colores de los pólipos pueden presentar diversas combinaciones de marrón, gris, rosa, rojo, naranja, azul, púrpura o verde. 
Tiene tentáculos "barredores", que son más finos de diámetro que los normales y que pueden expandir  buscando alimento o agrediendo a otros corales, en la lucha por el espacio y la luz. Estos apéndices son extremadamente agresivos para el resto de habitantes del arrecife, tanto para peces como para el resto de invertebrados, ya que contienen células urticantes llamadas nematocistos. También puede sacar su estómago al exterior para devorar un coral contiguo, y, una vez digerido restablecerlo a su interior.
Las colonias alcanzan los 300 cm de diámetro.

## Hábitat y distribución
Se encuentra en los océanos Índico y Pacífico, desde la costa oriental de África y el Mar Rojo hasta el sur de Japón, norte de Australia, Papúa Nueva Guinea y las islas Salomon. 
Localizados en un amplio rango de hábitats del arrecife, desde lagunas protegidas hasta laderas interiores o exteriores, en aguas tranquilas y desde 1 a 50 m de profundidad.

## Alimentación
En la naturaleza se nutre principalmente de la fotosíntesis realizada por las algas zooxantelas que habitan el tejido de sus pólipos. Las algas realizan la fotosíntesis produciendo oxígeno y azúcares, que son aprovechados por los corales, y se alimentan de los catabolitos del coral, especialmente fósforo y nitrógeno.
Esto le proporciona entre el 75 y el 90% de sus requerimientos nutricionales, completando su alimentación mediante la captura de zooplancton y la absorción de materia orgánica disuelta del agua.

## Reproducción
Las colonias son hermafroditas, macho y hembra en el mismo organismo, normalmente producen esperma y huevos que se fertilizan en el agua, aunque en algunas zonas ecuatoriales incuban las larvas internamente.
Las larvas deambulan por la columna de agua hasta que se posan y fijan en el lecho marino, una vez allí se convierten en pólipos y comienzan a secretar carbonato cálcico para construir su esqueleto, denominado coralito. Asimismo, se reproducen mediante gemación del pólipo, dando origen a la colonia coralina, cuyo esqueleto se denomina corallum.

## Mantenimiento
En cautividad, la corriente debe ser moderada y alterna.   
Se consiguen los mejores resultados bajo una luz moderada o intensa pero no directa, principalmente con tubos fluorescentes T5.
Se puede complementar su alimentación con mysis y artemia congelados. Si se alimenta el acuario diariamente por otros animales, no es necesario alimentarlos directamente, ya que se les podría sobrealimentar.
La reproducción común en cautividad es artificial, por fragmentación del esqueleto del coral.
Se debe emplazar en el suelo y dejando espacio suficiente a su alrededor, para evitar que dañe otros corales con sus tentáculos "barredores".